# Семалто
Семалто (гръцки: Μικρό Σούλι, Микро Сули, катаревуса: Μικρό Σούλιον, Микро Сулион, до 1927 година Σεμάλτο, Семалто, катаревуса: Σεμάλτον, Семалтон) е село в Република Гърция на територията на дем Амфиполи, област Централна Македония.

## География
Селото е разположено в историко-географската област Зъхна в северните поли на планината Кушница (Пангео). Отстои на четири километра южно от Радолиово.

## История

### Средновековие
В селото са руините на две раннохристиянски базилики - „Света Марина“ и „Света Параскева“, и малка византийска църква - „Свети Димитър“. Селото е споменато в 1098 година като Сьомалто (Σιομάλτου, в генитив) от монаха от Иверския манастир Никитас Анзас. Селото е споменато във Ватопедската грамота на цар Иван II Асен от 1230 година, с която българският владетел подарява Семалто на светогорския Ватопедски манастир. Споменато е като Семалтос (Σέμαλτος) в документ на Зографския манастир след 1261 година. В хрисовул на Андроник II Палеолог от 1301 година селото се споменава като собственост на Ватопедския манастир. В хрисовул на Андроник III Палеолог за Ватопедския манастир от май 1316 година се споменава като Семалто (Σέμαλτον). Споменато е в практикона за Иверския манастир на Трифон Кедринос, управител на сиропиталище, от 1316 година. По същия начин е споменато в хрисовул на Йоан V Палеолог за Ватопедския манастир от септември 1356 година.
Макс Фасмер в „Славяните в Гърция“ не споменава Семалто. Стилпон Кириакидис смята, че от името Семалто идва името на областта Завалта (Ζαβάλτα), катепанат в Източна Македония. Франц Дьолгер смята името за славянско.

### В Османската империя
През XIX век Семалто е чисто гръцко, числящо се към Зъхненската каза на Серския санджак. Църквата в селото „Свети Георги“ е изградена в 1835 година от Китан Петров. В църквата работи Стойче Станков.
Гръцка статистика от 1866 година показва Семалтон като село с 1400 жители гърци. В 1889 година Стефан Веркович (Топографическо-этнографическій очеркъ Македоніи) отбелязва Семалтос като село със 194 гръцки къщи.
Александър Синве ("Les Grecs de l’Empire Ottoman. Etude Statistique et Ethnographique"), който се основава на гръцки данни, в 1878 година пише, че в Сéмалтон (Semalton) живеят 1800 гърци.
В „Етнография на вилаетите Адрианопол, Монастир и Салоника“ издадена в Константинопол през 1878 година и отразяваща статистиката на населението от 1873 година Самалто (Samalto) е показано като село с 294 домакинства и 920 жители гърци. Според Георги Стрезов към 1891 Шемолто е гръцко село.
Според Васил Кънчов („Македония. Етнография и статистика“) в началото на XX век Шемолтосъ има 1200 жители гърци.
По данни на секретаря на Българската екзархия Димитър Мишев („La Macédoine et sa Population Chrétienne“) в 1905 година в Шемалтос има 2000 гърци.

### В Гърция
През Балканската война селото е освободено от части на българската армия, но остава в Гърция след Междусъюзническата война. В 20-те година са заселени гърци бежанци от Турция. Според преброяването от 1928 година селото е смесено с 8 бежански семейства и 25 души. В 1927 година селото е прекръстено на Микрон Сулион.
| Име                                              | Име          | Ново име    | Ново име     | Описание                                   |
| ------------------------------------------------ | ------------ | ----------- | ------------ | ------------------------------------------ |
| Лофкис                                           | Λόφκις       | Залонгон    | Ζάλογγον     | връх в Кушница на ЮИ от Семалто            |
| Имам чешме                                       | Ίμάμ Τσεσμέ  | Пападес     | Παππάδες     | местност на З от Семалто                   |
| Дорос                                            | Ντορός       | Патима      | Πάτημα       | връх в Кушница на ЮИ от Семалто (1354,7 m) |
| Зарваникия                                       | Ζαρβανίκια   | Пигиес      | Πηγές        | местност на СЗ от Семалто                  |
| Турла                                            | Τούρλα       | Трапезоидес | Τραπεζοειδές | възвишение на ССИ от Семалто (358,6 m)     |
| Зарванишка река, Зарваникорема или Шаварникорема | Ζαβανικόρεμα | Ялорема     | Γυαλόρεμα    | река на З от Семалто, ляв приток на Струма |
| Сарвания                                         | Σαρβάνια     | Заркадия    | Ζαρκάδια     | възвишение на СЗ от Семалто (179,4 m)      |

## Личности
Родени в Семалто
- Василиос Семалталис (? - 1907), деец на гръцката въоръжена пропаганда в Македония[18]
- Георгиос Бегос (? - 1912), агент (трети клас) на гръцката въоръжена пропаганда в Македония[19]

Други
- Софроний Гудзинис (р. 1967), епископ на Вселенската патриаршия, по произход от Семалто